# Малоазийски бейлици
Малоазийските бейлици са административно-териториални единици в Мала Азия, създадени в периода на упадъка на Иконийския султанат и Велики Селджук и след битките при Манцикерт и Кьосе даа (Köse Dağ). Те изиграват съществена роля за оформянето на османската държавност и стават основата на административното деление след създаването на Османската империя. Познати са още като Тюркменски бейлици (на турски: Anadolu Beylikleri, османски турски: Tevâif-i mülûk)
Бейликът се управлява от бей, или бег, бек – тюркска титла, която първоначално означава водач на малка племенна група, а по-късно – владетел на независимо или васално княжество, както и управител на провинция в много страни от Близкия изток.
- Турски бейлици в Мала Азия през периода 1081 – 1423 г.
- Голямата джамия Дивриджи от списъка на световното наследство на ЮНЕСКО. Построена е през 1299 г. от наследници на бейлика от ранния период Менгюджек

## След победата при Манцикерт
| Емири на бейлика                       | Главен град                                      | Период на съществуване                                   |
| Чака бей                               | Смирна                                           | 1081 – 1098                                              |
| Ахлатшахове (известни и като Sökmenli) | Ахлат                                            | 1085 – 1192                                              |
| Ортокиди                               | Три клона в градовете Хасанкейф, Мардин и Харпут | Различен за всеки клон, те изчезват напълно през 1409 г. |
| Данишменди                             | Сивас                                            | 1071 – 1178                                              |
| Дилмачоглу                             | Битлис                                           | 1085 – 1192                                              |
| Иналоглу                               | Диарбекир                                        | Просъществувал за кратко                                 |
| Менгюджек                              | Ерзинджан, по-късно Дивриджи                     | 1071 – средата на XIII век                               |
| Салтукиди                              | Ерзурум                                          | 1092 – 1202                                              |

## След поражението при Кьосе даа
| Емири на бейлика                                     | Главен град                                        | Период на съществуване                           |
| Алая (Alaiye)                                        | Алания                                             | 1293 – 1471 като васално емирство на Караманоглу |
| Айдъноглу                                            | Бирги, по-късно Селджук                            | 1300 – 1425                                      |
| Джандароглу (династия, известна и като Исфендяроглу) | Кастамону                                          | XIV век                                          |
| Чобаноглу                                            | Кастамону (предшества Джандароглу)                 | XIII век                                         |
| Дулкадъроглу                                         | Мараш                                              | 1348 – 1507                                      |
| Еретна                                               | Сивас, по-късно Кайсери                            | XIII век                                         |
| Ешрефоглу                                            | Бейшехир                                           | XIII век                                         |
| Гермияноглу                                          | Кютахия                                            | 1300 – 1429                                      |
| Хамидоглу                                            | Егирдир                                            | 1300 – 1391                                      |
| Kadi Burhan al-Din                                   | Сивас                                              | XIV век                                          |
| Караманоглу                                          | Ларендѐ                                            | XIII век – 1487                                  |
| Karesi                                               | Балъкесир, по-късно Бергама и Чанаккале            | 1303 – 1345                                      |
| Иначоглу от Лаодикия                                 | Денизли                                            | XIV век                                          |
| Ментеше                                              | Миласа                                             | 1261 – 1414                                      |
| Османоглу (по-късно Османска империя)                | Сьогют, по-късно Бурса, Димотика, Одрин и Истанбул | 1299 – 1922                                      |
| Перванеоглу                                          | Синоп                                              | XIII век                                         |
| Рамазаноглу                                          | Адана                                              | 1352 – 1608                                      |
| Сахипатаоглу                                         | Афионкарахисар                                     | 1275 – 1341                                      |
| Сарухан                                              | Маниса                                             | 1300 – 1410                                      |
| Текеоглу (произлизат от Хамидоглу)                   | Анталия                                            | 1321 – 1423                                      |